# Земледелец (Кумертау)
Земледелец (баш. ) — упразднённая деревня, вошедшая в 1964 году в состав города Кумертау Республики Башкортостан Российской Федерации. К 1964 году относился к Подгорному сельсовету Мелеузовского района Башкирской АССР.

## Географическое положение
По данным на 1 июня 1952 года расположено в 8 км от центра района — села Ермолаево, в 12 км от центра сельсовета — села Ира, в 4 км от ближайшей железнодорожной станции Кумертау.

## История
Основана после переписи 1920 года и до 1925 года русскими на территории Мелеузовской волости Стерлитамакского кантона как товарищество «Земледелец». По соседству в те же годы организовано товарищество «Муравей». Оба находились в 20 верстах от центра волости — села Мелеуз. В 1925 в каждом учтено по 6 дворов. Впоследствии оба товарищества учитываются как деревня Земледелец.
На 1 июня 1952 года входил в Подгорный сельсовет, Куюргазинский район, с центром в селе Ира.
В 1960 году исключено из учётных данных Указом Президиума Верховного Совета Башкирской АССР от 31 октября 1960 г. № 6-2/159 «Об исключении населенного пункта Земледелец из учётных данных по административно-территориальному делению Куюргазинского района».
Однако присутствие постоянного населения и нахождение вблизи Кумертау позволило в 1964 году отменить упразднение и перевести населённый пункт Земледелец в состав города Кумертау (История административно-территориального деления Республики Башкортостан (1708—2001). Сборник документов и материалов. Уфа: Китап, 2003. — 536 с. С.317).

«В населенном пункте Земледелец Подгорнского с/с Мелеузовского района, расположенном в трех километрах от г. Кумертау, в настоящее время проживает 738 человек постоянных жителей. Все взрослое население работает на предприятиях и в учреждениях г. Кумертау и ими обслуживается. Учитывая ходатайства исполкомов Кумертауского городского и Мелеузовского районного советов и просьбу жителей населенного пункта Земледелец, Президиум Верховного Совета Башкирской АССР постановляет:
1. Передать населенный пункт Земледелец Подгорнского с/с Мелеузовского района в административное подчинение Кумертаускому городскому совету депутатов трудящихся.

2. Указ Президиума Верховного Совета Башкирской АССР от 31 октября 1960 г. № 6-2/159 „Об исключении населенного пункта Земледелец из учётных данных по административно-территориальному делению Куюргазинского района“ отменить».

## Население
В 1939—173 чел.; 1959—738.